# Ducato di Krnov
Il Ducato di Krnov, noto anche come Ducato di Jägerndorf (in tedesco: Herzogtum Jägerndorf o Fürstentum Jägerndorf, in ceco: Krnovské knížectví, in polacco: Księstwo Karniowskie, in latino: Ducatus Carnovia)  fu uno dei Ducati della Slesia, con capitale a Krnov, attualmente in Repubblica Ceca.
Il ducato fu creato nell'Alta Slesia nel 1377 dalla spartizione del ducato di Racibórz, feudo boemo sin dal 1327, e insieme al Ducato di Opava fu sotto il dominio della dinastia ceca dei Premislidi. Quando il duca Nicola II di Opava morì nel 1365, i suoi figli si divisero l'eredità e nel 1377 il maggiore, Giovanni I, divenne duca di Racibórz e Krnov. Il suo successore, Giovanni II, vendette Krnov ai Piast, e in particolare al duca Ladislao II di Opole (Władysław Opolczyk) nel 1385, ma lo riacquisì nel 1392. I premislidi persero Krnov definitivamente nel 1474 cedendolo a Mattia Corvino, l'anti-re della Boemia. Dopo che il re Ladislao II Jagellone ebbe vinto sul re boemo, non ebbe intenzione di restituire il ducato.
Nel 1523 il margravio Giorgio di Brandeburgo-Ansbach acquisì Krnov (dove fece edificare il castello), e Racibórz nel 1532. Il potere sempre maggiore degli Hohenzollern in Slesia fu guardato con sospetto da Ferdinando I d'Asburgo, che era divenuto re della Boemia nel 1526. Ciononostante, la dinastia Hohenzollern fu in grado di mantenere il ducato fino alla Battaglia della Montagna Bianca nel 1620, quando l'imperatore Ferdinando II d'Asburgo confiscò i loro possedimenti boemi. Uno dei sostenitori di Ferdinando, Carlo I del Liechtenstein, duca di Opava dal 1613, ricevette Krnov e i ducati furono uniti nel 1623.
Da allora i principi di Liechtenstein hanno portato il titolo ducale che è parte integrante del titolo ufficiale del sovrano del Principato di Liechtenstein, come nel caso di Giovanni Adamo II del Liechtenstein.